# Folclore checo

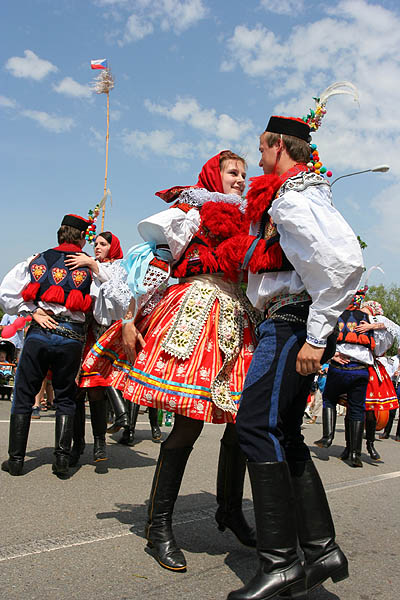
Trajes folclóricos de kroje, en Vlčnov, Moravia

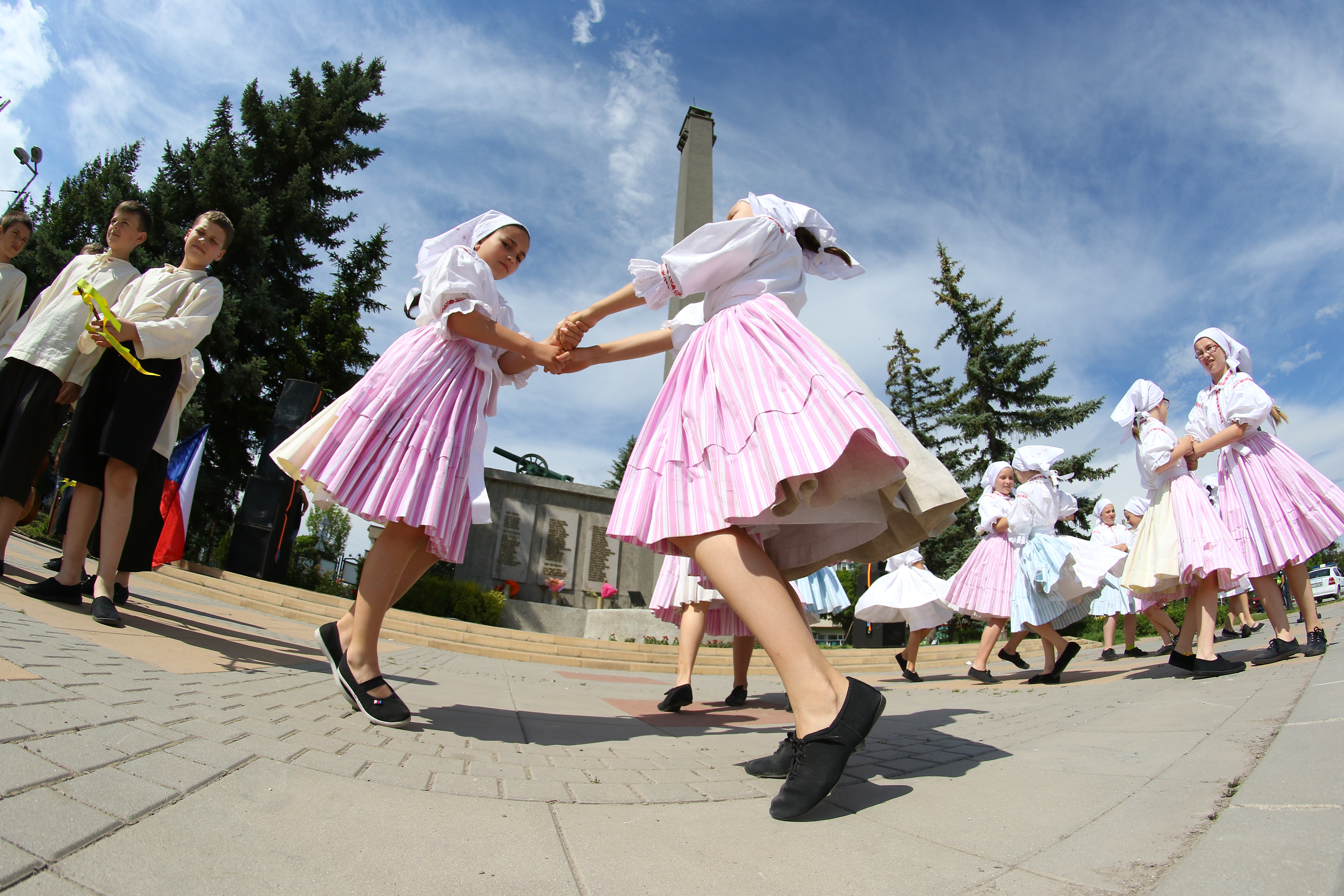
Folk dance from Czechia

El folclore checo es el folclore tradicional de la gente de la República Checa a trav̟és de varios siglos. Ha sido influenciado por una mezcla de culturas como el cristianismo occidental y las costumbres paganas. Hoy en día se busca preservar y difundir por varios grupos culturales checos de todas las edades mostrando su talento en competencias, festivales de folclore nacionales internacionales y otros eventos a lo largo y ancho del mundo.
La República Checa está dividida en varias áreas etnográficas cada una de las cuales cuenta con sus propias expresiones de folclore como son las tradiciones, la música, las costumbre y danzas así como sus artesanías.